# Matrosenaufstand von Cattaro
Der Matrosenaufstand von Cattaro ereignete sich während des Ersten Weltkrieges. Er begann am 1. Februar 1918 im damals zu Österreich-Ungarn gehörenden Adriahafen von Cattaro (heute: Kotor, Montenegro). Er blieb isoliert und musste wegen der Heranführung loyaler Truppen nach drei Tagen abgebrochen werden. Vier Marineangehörige wurden anschließend standrechtlich erschossen. Der Marinehistoriker Halpern sieht in dem Ereignis den letzten Sieg der Monarchie über die sozialen Kräfte, die sie schließlich beseitigten.

## Ausgangslage
Zu Beginn des Jahres 1918 waren die Unzufriedenheit mit der Ernährungssituation, mit den politischen Verhältnissen, sowie die Kriegsmüdigkeit weiter angewachsen. Nach der russischen Oktoberrevolution 1917 und dem Friedensangebot der Bolschewiki befürchteten weite Kreise insbesondere der Arbeiterschaft, dass die deutsche Oberste Heeresleitung den erhofften Frieden an der Ostfront durch unmäßige Forderungen torpedieren könnte. Aus Protest kam es zu den Jännerstreiks mit über 700.000 Beteiligten in ganz Österreich-Ungarn. Es bildeten sich Arbeiterräte, die außerdem eine bessere Versorgung, die Abschaffung der Zensur, die Beendigung des Kriegsrechts und die Einführung des Achtstundentags forderten. Die Streikwelle erreichte auch das Marinearsenal in Pola. Nachdem die Streiks im Reich größtenteils am 21. Januar endeten, wurde die Arbeit am 28. Jänner auch in Pola wieder aufgenommen. Vermutlich in Unkenntnis des Endes der Aktionen beschlossen die Matrosen der in Cattaro vor Anker liegenden Kriegsschiffe, eine Demonstration zu veranstalten, von der sie hofften, der Bewegung weiteren Auftrieb zu verleihen.
Der Stützpunkt Cattaro im Süden Österreich-Ungarns bekam besondere strategische Bedeutung, als der auf montenegrinischem Gebiet liegende und die Bucht überragende Lovćen im Jahr 1916 im Zuge der Besetzung Montenegros und Nord-Albaniens erobert werden konnte. Cattaro wurde jetzt zu einer wichtigen Operationsbasis gegen die Otranto-Sperre, zur Basis für den U-Bootkrieg im Mittelmeer und für den Nachschub zur Balkanfront. Dazu wurde dort, neben Zerstörern, Torpedobooten und U-Booten (auch deutschen) die ganze Kreuzerflottille unter dem Flaggschiff (österr.: Flaggenschiff) Sankt Georg sowie die V. Schiffsdivision stationiert.

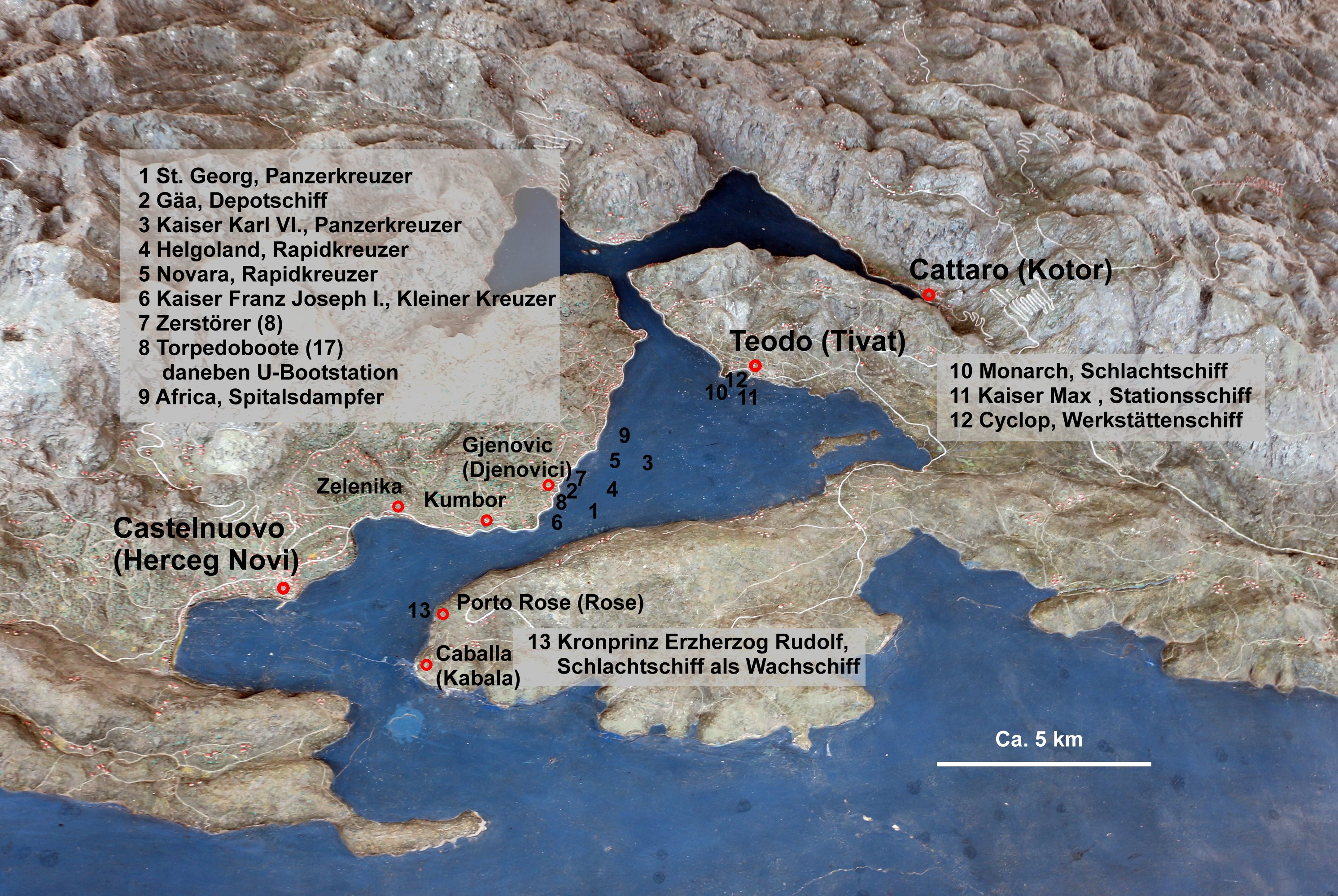
Kriegsschiffe und ihre Positionen in der Bucht von Cattaro im Februar 1918.

Zerstörer, Torpedoboote und U-Boote sowie die modernen Rapidkreuzer trugen die Hauptlast des Seekrieges, während die großen Schiffe meist untätig vor Anker lagen, weil – wie auch im deutschen Kaiserreich – das Risiko einer Vernichtung der Flotte zu groß erschien (Fleet-in-being). Auch hier war dies ein wichtiger Grund für steigende Spannungen zwischen Offizieren und Mannschaften auf diesen Einheiten. Die Besatzungen fühlten sich von ihren Vorgesetzten ungerecht und grob behandelt. Sie beklagten sich über sinnlosen Drill, strenge Bestrafung für Nichtigkeiten, Beleidigungen und Demütigungen durch oft junge Offiziere, die im Gegensatz zu den Offizieren schlechte Verpflegung, abgerissene Uniformen und den geringen Heimaturlaub. Viele Besatzungsmitglieder waren ausgebildete Metallfacharbeiter und waren mit den Ideen der sozialdemokratischen Arbeiterbewegung in Kontakt gekommen. Sie verlangten demokratische Reformen. Die empfundene privilegierte Lage der Offiziere nährte auch den Verdacht, dass diese an einem Frieden nicht interessiert seien, sondern den Krieg verlängern wollten, während die einfachen Soldaten und ihre Angehörigen unter großen Entbehrungen zu leiden hätten.

## Verlauf

### Erster Tag des Aufstands, 1. Februar 1918
Der Aufstand, der offenbar von verschiedenen lockeren Gruppen vorbereitet worden war, ging am 1. Februar 1918 gegen 12 Uhr mittags von dem Flaggschiff SMS Sankt Georg aus.

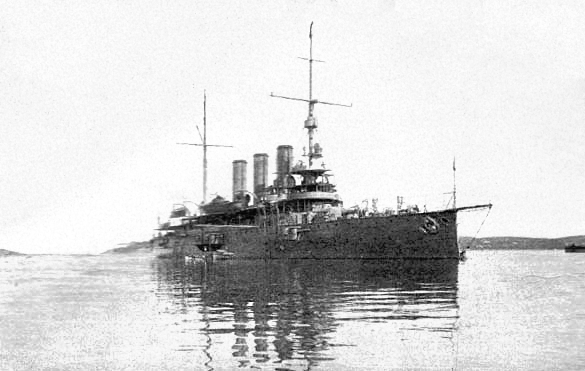
SMS Sankt Georg

Die Offiziere nahmen das Mittagsessen in der Messe ein. Die Mannschaft bewaffnete sich, feuerte einen Kanonenschuss ab und hisste eine rote Fahne. Der an Deck stürzende 1. Offizier (österr.: Gesamtdetailoffizier), erhielt einen Schuss an das Schläfenbein. Medizinische Hilfe wurde zunächst verhindert, bevor er dann ins Bordlazarett geschafft werden konnte. Außerdem erhielt ein Unteroffizier einen Brustdurchschuss, und ein Matrose wurde von einem abprallenden Projektil verletzt. Auch auf den Schiffskommandanten wurde geschossen, ohne ihn jedoch zu treffen. Dieser holte dann auf Verlangen der Besatzung den Kommandanten der Kreuzerflottille Konteradmiral Hansa an Deck. Anton Grabar forderte gemäß dem 14-Punkte-Programm von Woodrow Wilson die sofortige Beendigung des Krieges und beklagte die schlechte Behandlung besonders durch die jungen Kadetten und die mangelhafte Verpflegung. Den Offizieren wurde jetzt Mannschaftskost verordnet.
Auf SMS Gäa befand sich ein weiteres Zentrum der Aktion. Gäa war ein Depot- und Werkstättenschiff mit einer großen Zahl älterer Arbeiter an Bord, die intensiver mit sozialdemokratischen Ideen in Berührung gekommen waren.

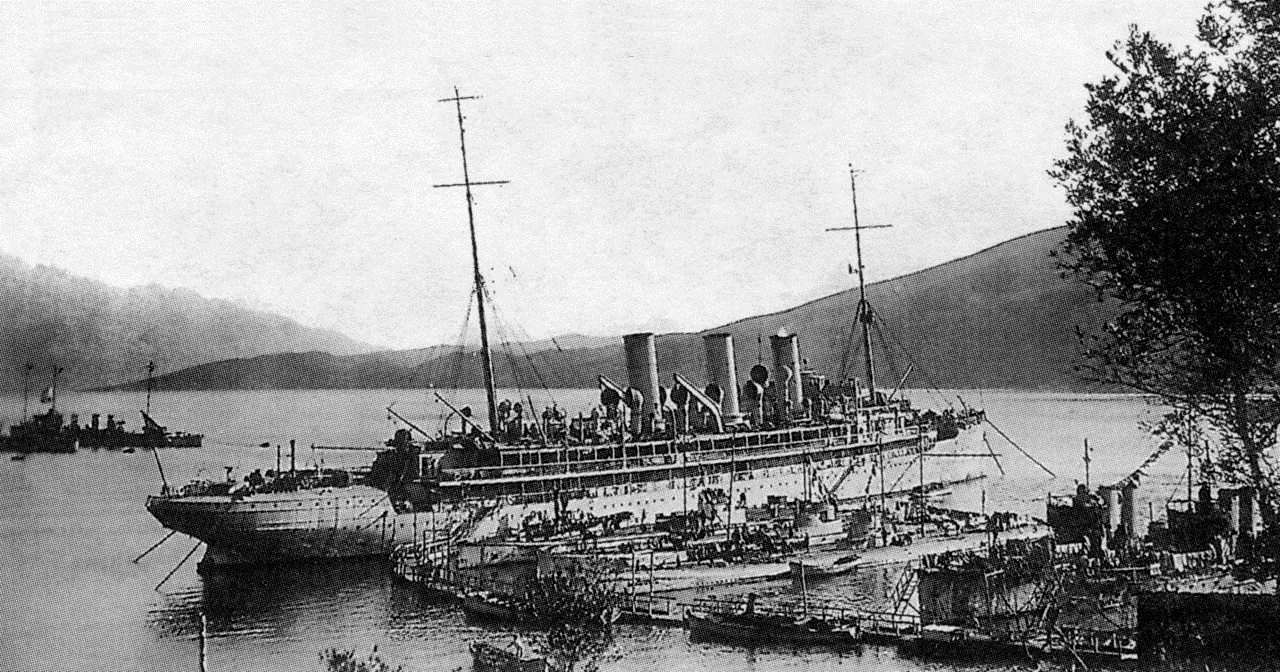
SMS Gäa mit Torpedo- und U-Booten in der mittleren Bucht von Cattaro, vor Gjenović (Djenovici).

Die Bewegung breitete sich schnell aus. Auf allen größeren Schiffen wurde die rote Fahne gehisst. Nur auf den Schiffen, die häufiger im Kriegseinsatz waren und auf denen deshalb die Mannschaften von den Offizieren wesentlich besser behandelt wurden, stieß sie auf Unbehagen (bei den Rapidkreuzern) oder Widerstand (bei den Zerstörern, Torpedo- und U-Booten). Unter der Drohung von den Panzerkreuzern, man würde die Schiffe unter Feuer nehmen, setzten dann doch einige der kleineren Einheiten, zum Teil mit Zustimmung ihrer Kommandanten, die rote Fahne.
Der Zerstörer „Csepel“ hatte schon früher einen Auslaufbefehl für 15 Uhr erhalten, um einen Konvoi nach Durazzo zu eskortieren. Der Kommandant ließ die Kessel anheizen. Daraufhin wurde von „Gäa“ signalisiert, dass im Falle des Auslaufens das Feuer eröffnet würde. Der Kommandant der „Csepel“ ließ jedoch ablegen und drohte seinerseits die „St. Georg“ zu torpedieren. Von der „St. Georg“ und von der „Gäa“ wurde daraufhin je ein Kanonenschuss abgefeuert. Als die „Csepel“ sich trotzdem weiter näherte, beorderte der Stabschef auf der „St.Georg“ die „Csepel“ wieder an den Liegeplatz.
Insgesamt beteiligten sich rund 30 Kriegsschiffe und etwa 3.000–4.000 Mann, von insgesamt 5.000 Marineangehörigen in Cattaro, an dem Aufstand. Auch die U-Bootbasis, das Telegraphenmagazin, das Seeminenkommando und die Seeflugstation in Kumbor sowie die Flankierbatterie in Gjenović (heute: Djenovici) und die Marinestation Caballa waren einbezogen.
An die Stelle der Offiziere traten meist auf Zuruf gebildete Matrosenräte oder Mannschaftskomitees, welche den normalen Dienstbetrieb weiterführten. Auf SMS Sankt Georg bildete sich ein zentrales Komitee. Dieses überreichte am Abend dem Kreuzerflottillenkommandanten Konteradmiral Alexander Hansa einen Zettel mit den Forderungen der Besatzungen, die sowohl allgemein politische als auch mannschaftsspezifische Punkte enthielten:
„Was wir wollen
1. Maßnahmen zur Einleitung eines sofortigen allgemeinen Friedens.
2. Vollständige politische Unabhängigkeit von anderen Mächten.
3. Frieden auf Grund des russischen demokratischen Vorschlags, ‚ohne Annexionen etc.‘
4. Vollständige Abrüstung (Demobilisierung) und Aufstellung der freiwilligen Miliz.
5. Selbstbestimmungsrecht der Völker.
6. Loyale Antwort auf Wilsons Note.
7. Für Angehörige Eingerückter größere Unterstützung und genügende Versorgung mit Lebensmitteln und Bekleidung.
8. Demokratisierung der Regierung.

-----------------------------
1. Infolge Unterernährung Weglassen jeder unnötigen Arbeit und Exerzitien. Für Korvees[A 2] separate Kostzubuße.
2. Mehr Landgang und von längerer Dauer.
3. Heimaturlaub unbedingt innerhalb 6 Monate einmal in der Dauer von 21 Tagen ohne Reisetage. Für Stab gleiche Bedingungen.
4. Einführung eines menschenwürdigen, rascheren Urlaubertransportes, Erhöhung des Kostgeldes bei Heimaturlauben und eventuell Ausfolgung der Kost in natura.
5. Gerechte Verteilung der Schiffskost. Für Stab und Mannschaft Einheitsküche.
6. Bessere Versorgung mit Rauchmaterialien, für Stab und Mannschaft gleich.
7. Abschaffung der Briefzensur.
8. Berücksichtigung von Spezialforderungen einzelner Schiffe und Boote.
9. Keine irgend geartete Konsequenz dieser Demonstration.

Matrosendelegationen sämtlicher Einheiten.“
Die Aufständischen schickten Patrouillen an Land, um weitere Einheiten zum Mitmachen zu bewegen. Eine Patrouille der vor Gjenović vertäuten „Gäa“ versuchte die nahebei liegenden Torpedoboote und U-Boote unter Drohungen, aber ohne großen Erfolg, zum Mitmachen zu bewegen. Dabei wurde sie teilweise von der Bevölkerung unterstützt. Die Patrouille von St. Georg erhielt einen von Konteradmiral Hansa abkommandierten Offizier als Begleiter. Hansa hoffte damit die Bewegung insgesamt in ruhige Bahnen zu lenken und sie durch Verhandlungen beilegen zu können. Er hatte den Aufständischen mit Ausnahme derjenigen, die geschossen hatten, Straffreiheit zugesichert, wenn der Aufstand beendet würde. Die Marineangehörigen hatten an diesem Tag nach Einschätzung Plaschkas „einen einmaligen Durchbruch erzielt.“
Der Kriegshafenkommandant in Castelnuovo, Feldzeugmeister von Guseck, war von Hansa über eine von den Aufständischen erst am nächsten Tag überwachte Telefonleitung über den Verlauf der Dinge informiert worden. Guseck leitete umfassende Gegenmaßnahmen ein. Darunter auch die Heranführung schwerer Seestreitkräfte aus Pola sowie von Infanterie aus der Region. Die deutschen U-Boote liefen abends in die innere Bucht aus, was von den Aufständischen als Bedrohung empfunden wurde.

### Zweiter Tag des Aufstands, 2. Februar 1918
Am Vormittag wurde dem zentralen Komitee ein Ultimatum Gusecks übergeben: alle Mannschaften hätten innerhalb von drei Stunden zu Ordnung und Disziplin zurückzukehren, sonst würde die Ordnung mit allen Mitteln wiederhergestellt werden.
Das zentrale Komitee stellte dagegen neue Forderungen gegenüber Hansa auf, darunter:
„2. Verständigung mit Faktoren beider Häuser des Abgeordnetenhauses. Außerdem sollen binnen 14 Tagen Abgeordnete (oder deren Vertrauensmänner) in den Bocche eintreffen, zwecks direkter Verständigung mit den Delegierten der Marine.“
Als Sprecher des zentralen Komitees, trat jetzt ein höherer Unteroffizier, der Titularbootsmann František Rasch von der Beleuchtungsabteilung in Kumbor auf. Hansa sagte wohlwollende Prüfung zu und erneuerte sein Angebot der Straffreiheit bei Abbruch der Bewegung. Daraufhin kam es zu erregten Diskussionen auf der St. Georg, viele wollten aufgeben.

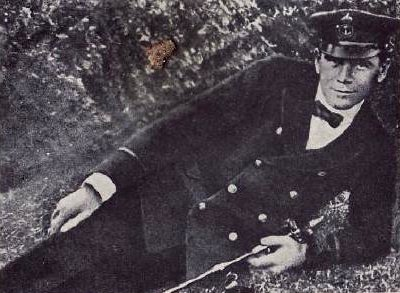
František Rasch

Schließlich gelang es dem einzigen Offizier, der sich der Bewegung zur Verfügung gestellt hatte, dem Seefähnrich Anton Sesan von der Seefliegerabteilung in Kumbor, den Rasch für die Führung der Aktion gewonnen hatte, die Besatzung davon zu überzeugen durchzuhalten. Die Delegierten fuhren jetzt zu ihren Schiffen und Stationen. Hansa sorgte für eine Verlängerung des Ultimatums. Eine Voraussetzung bestand darin, dass keine Schiffsbewegungen stattfinden durften.
Sesan schlug vor, dass die Schiffe einen Ausbruch in die Adria riskieren sollten, um so internationale Aufmerksamkeit zu erzeugen und die Besatzungen anderer Nationen ebenfalls zu Aktionen zu ermuntern. Rasch setzte jedoch darauf, dass die anrückenden Truppen sich solidarisieren würden. Die Flotte blieb in der Bucht. Plaschka sieht in Rasch das bestimmende Element der Revolte, der gegenüber Hansa auch deutlich die sozialrevolutionäre Perspektive angesprochen habe: „daß mit dem System im Staat gebrochen werden müsse.“
Gegen 14 Uhr beschloss das Mannschaftskomitee der als Wachschiff an der Hafeneinfahrt vor Porto Rose eingesetzten Kronprinz Erzherzog Rudolf, in die zweite, innere Bucht von Teodo zu den anderen aufständischen Schiffen zu verholen. Dabei wurde das Schiff von einer Landbatterie beschossen. Zwei tote Matrosen, darunter der Bootsmannsmaat Sagner, ein wichtiger Anführer auf dem Schiff, waren die Folge. Die Aktion, die gedacht war, die Stimmung unter den Aufständischen zu heben, führte zu einer großen Bestürzung in ihren Reihen.
Nachdem die Delegierten des Rapidkreuzers Novara vom Flaggschiff zurück auf ihr Schiff gekommen waren, stimmte die Mannschaft dafür, ebenfalls die rote Flagge zu belassen. Aber der Kommandant setzte sich darüber hinweg und befahl das Auslaufen in die innere Bucht. Dabei erlaubte er denjenigen Matrosen, die befürchteten, zwischen den Kräften zerrieben zu werden, das Schiff zu verlassen. Beim Passieren der Kaiser Karl VI., die nicht weit entfernt lag, wurde die rote Flagge gestrichen. Die Drohung der Aufständischen, abfallende Schiffe zu beschießen, wurde nicht wahrgemacht. Später folgten der andere Rapidkreuzer Helgoland, die Torpedoboote und die Zerstörer. Eine neue Front gegen die revoltierenden Schiffe war in der inneren Bucht entstanden. Auch die deutschen U-Boot-Kommandanten stellten sich zur Verfügung, um die aufständischen Schiffe notfalls zu torpedieren.
In der Nacht versuchte der zentrale Matrosenrat per Funk zwei Telegramme an Dr. Adler in Wien und Graf Károlyi in Budapest zu senden. Diese wurden gebeten, die Regierung zum sofortigen Einschreiten aufzufordern, um eine durch den Vormarsch der Infanterie befürchtete generelle Unruhe im österreich-ungarischen Militär zu verhindern. Für die Weiterleitung der Telegramme war das Komitee jedoch auf den landgestützten Sender des Kriegshafenkommandos angewiesen. Die Stationen an Bord waren von den dortigen Spezialisten manipuliert worden, so dass die Reichweite stark eingeschränkt war. Guseck ließ jedoch die Telegramme nicht passieren.

### Der dritte und letzte Tag des Aufstands, 3. Februar 1918
Am Morgen um 7:30 Uhr lief 3. Division aus Pola mit Erzherzog Ferdinand Max, Erzherzog Friedrich und Erzherzog Karl sowie Torpedobooten und Torpedobootzerstörern in die äußere Bucht von Cattaro ein. Das Ultimatum war jetzt auf 10 Uhr festgesetzt worden. Auf den verbliebenen Schiffen mir roter Flagge wollten immer mehr Besatzungsmitglieder aufgeben. Rasch und Sesan versuchten noch am Morgen, die Mannschaft der Gäa zum Ausharren zu bewegen, konnten sie jedoch nicht mehr überzeugen. Sesan ging zum Flugplatz. Rasch fuhr zurück auf die St. Georg. Dort kam es erneut zu einer Abstimmung, und es zeigte sich, dass nur noch wenige für die Fortführung des Aufstands waren.

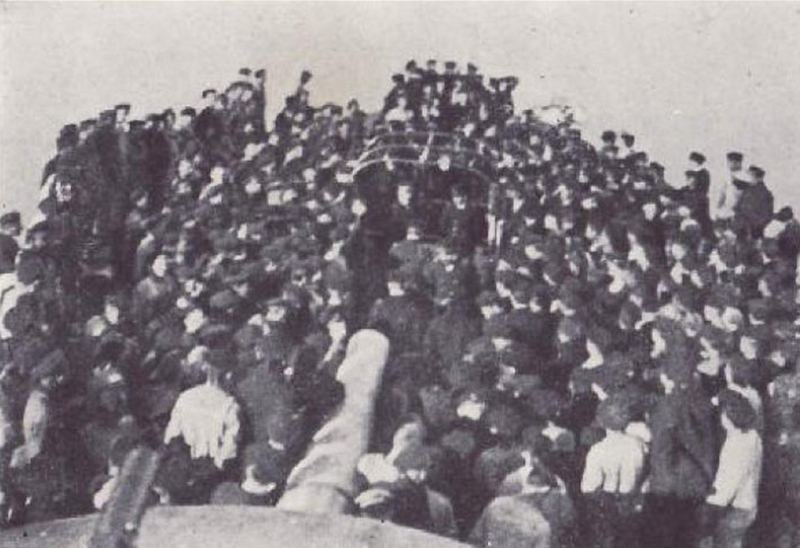
Nach der Beschreibung bei Veselý und vom Militärischen Zentralarchiv in Prag zeigt das Foto die am Heck der „St. Georg“ versammelte Besatzung bei der Kapitulation am 3. Februar 1918 um 10 Uhr. In der Mitte sei der Schiffskommandant von Scheibenhain zu erkennen. Die Beschreibung kann aber nicht als gesichert angesehen werden, da keine Quellen angegeben werden.

Rasch ließ die rote Flagge streichen und meldete sich bei Konteradmiral Hansa als Gefangener. Damit strichen auch die wenigen verbliebenen Schiffe die rote Flagge; der Aufstand wurde beendet. Sesan gelang mit einem Flugzeug zusammen mit Gustav Stonawski, der das zentrale Komitee geleitet hatte, und einem weiteren Unteroffizier die Flucht nach Italien.

## Juristische Aufarbeitung
Noch am selben Tag wurde mit der Ausschiffung und Inhaftierung der von den Kommandanten als „unverlässliche Elemente“ eingestuften Mannschaften begonnen. Dabei gab es keine einheitliche Linie, so dass auch Komiteemitglieder, die im Sinne der Offiziere gewirkt hatten, sowie Besatzungsmitglieder, die sich nicht angeschlossen hatten, aber als unzuverlässig galten, unter den insgesamt 678 Ausgeschifften waren. Peter Fitl hat in einer 2018 erschienenen Veröffentlichung die Verfahren genauer untersucht.

### Das Standgerichtsverfahren
Feldzeugmeister von Guseck, der Kriegshafenkommandant, war mit der Strafverfolgung beauftragt worden. Er wählte 40 Personen für das Standgerichtsverfahren aus. Ihm kam es auf eine schnelle Verurteilung an. Das Verfahren begann am 7. Februar und durfte nicht länger als drei Tage dauern. Die Anklage lautete auf Empörung. Den Angeklagten wurden vier Offiziere als Verteidiger zugestanden. Der zivile Anwalt Dr. Mitrović traf erst am Ende des letzten Verhandlungstages ein. Nach einem Protest der Verteidigung, dass die Präklusivfrist überschritten worden wäre, erklärte sich das Gericht bei 18 Angeklagten für unzuständig. Fitl moniert, dass bei einer (heute nicht mehr feststellbaren) tatsächlichen Überschreitung dies für alle Angeklagten hätte gelten müssen. Die Verteidigung versuchte, die Verantwortung der Angeklagten zu bestreiten: Zwang der Verhältnisse, mitgerissen von den anderen, Angst vor den Kanonen der St. Georg, der Gäa, der Monarch. Eine wichtige Frage war, wer Schüsse abgefeuert hatte. Im Fall des angeschossenen 1. Offiziers der St. Georg, Zipperer, konnte weder vor dem Standgericht noch später vorm Kriegsgericht zweifelsfrei geklärt werden, ob Šižgorić oder Ujdur oder beide auf ihn gefeuert hatten. Die Verteidiger protestierten, als am letzten Verhandlungstag mehrere geladene Zeugen nicht mehr gehört wurden. Sie wollten außerdem Entlastungszeugen vernommen haben. Die Anträge wurden abgewiesen, wohl auch weil das Gericht unter Zeitdruck stand.
Schließlich wurden sechs Mann des Verbrechens der Empörung schuldig gesprochen; davon wurden Franz Rasch, Anton Grabar, Jerko Sisgorić und Mate Berničevič zum Tode, Franz Bajzel und Ludwig Szekacs zu verschärftem Kerker (zehn bzw. fünf Jahre) verurteilt, und zwei Mann wurden freigesprochen. Die Übrigen wurden dem Kriegsgericht überantwortet. Die Richter berieten am selben Tag über einen Begnadigungsantrag an Guseck für die zum Tode Verurteilten (nach Fitl ein übliches Verfahren) und stimmten mehrheitlich dafür. Guseck lehnte diesen Antrag ab und bestätigte am 10. Februar die Todesurteile.
Ein Gnadengesuch des zivilen Anwalts Dr. Mitrović an den Kaiser, das unter anderem mit der unfairen Prozessführung begründet wurde, blieb unbeantwortet. Die Hinrichtung erfolgte frühmorgens am 11. Februar 1918 unterhalb der Friedhofsmauern des nahegelegenen Dorfes Skaljari. Die Leichen wurden in einem Gemeinschaftsgrab beerdigt.

### Das Ermittlungsverfahren
Die Schiffskommandanten konnten nun nochmals potentielle Angeklagte für das Kriegsgericht melden. Dabei kam es in einigen Fällen zu einer Erhöhung, in einigen Fällen zu einer Reduktion der Anzahl im Vergleich zur vorhergehenden Meldung. Insgesamt kamen zu den 678 verhafteten Personen noch 45 Personen hinzu. Aber Guseck entschied, dass nur gegen 392 Personen ein Ermittlungsverfahren erfolgen sollte.
Bei den im April beginnenden Befragungen und Verhören wurde die Vorschrift, dass eine schriftliche Ausfertigung des Haftbefehls und eine Anordnung des Ermittlungsverfahrens vorgelegt werden mussten, nicht eingehalten. Die Verhafteten wurden auch nicht auf die Möglichkeit einer Beschwerde hingewiesen. Insgesamt ermittelten zehn Militäranwälte (Auditoren), die auch eventuellen entlastenden Aspekten intensiv nachgingen. Die von Offizieren geäußerten Vermutungen, die Entente habe ihre Hand im Spiel gehabt, oder es habe eine Agitation von politischen oder nationalen Agenten gegeben, stellten sich als grundlos heraus. Im Juni wurden die Untersuchungen abgeschlossen und die Berichte (Referate und Anträge) abgegeben. Sie beantragten, gegen 234 der Beschuldigten Anklage wegen Meuterei oder Empörung zu erheben und die verbliebenen 351 außer Verfolgung zu setzen. Guseck verfügte jedoch, gegen 392 Personen Anklage zu erheben, die verbliebenen 193 wurden dann freigelassen, oder in einigen Fällen disziplinär bestraft und in einigen wenigen Fällen an ein anderes Gericht überstellt.

### Das Kriegsgerichtsverfahren
Guseck erließ Ende August Anklagebefehl gegen 386 Beschuldigte. Fitl vermutet, dass der ursprüngliche Anklagebefehl fehlerhaft gewesen sei. Der Prozess unter Majorauditor Wolf begann am 16. September 1918. Er fand in einer Sardinenfabrik in Mulla bei Cattaro statt. Guseck genehmigte Wolf einen von ihm angeforderten Staatsanwalt. Dies war, urteilt Fitl, auch mit den zeitgenössischen Vorstellungen eines fairen Verfahrens nicht vereinbar.
Nachrichten über den Aufstand und die Gerichtsverfahren sollten nicht nach außen dringen. Dem als Leutnant dort in einer Artilleriestellung stationierten Julius Braunthal war es aber schon im Februar gelungen, Victor Adler von der SPÖ zu informieren. Der sprach am 11. Februar mit dem Kriegsminister. Dieser versprach, weitere Hinrichtungen zu untersagen. Die SPÖ verzichtete im Gegenzug darauf, die Ereignisse öffentlich zu machen. Erst am 8. Oktober kamen Aufstand und Militärgerichtsprozesse im Reichstag aufgrund einer Anfrage des südslawischen Abgeordneten Dr. Anton Korošec zur Sprache. Wegen des entstehenden öffentlichen Drucks entschied Kaiser Karl, den Prozess nur noch gegen 31 „Rädelsführer, Haupttäter und Unteroffiziere“ weiterzuführen. Darauf wurden 348 Personen freigesprochen, aber nach Pola verlegt.
Am 31. Oktober, dem 37. Verhandlungstag, wurde der Prozess auf den 5. November vertagt. Er konnte aber wegen der politischen Entwicklung nicht wieder aufgenommen werden. Nach Fitl eine groteske Situation, weil sich die südslawischen Nationen bereits von der Habsburgmonarchie gelöst hatten; Kaiser Karl hatte die Flotte dem neu gegründeten Südslawischen Staat übergeben; das k.u.k. Feldkriegsgericht hatte zum Schluss auf einem fremden Territorium gegen Besatzungsmitglieder der Marine eines fremden Staates verhandelt. Der Prozess wurde nicht abgeschlossen.

## Folgen
Der Flottenkommandant der k. u. k. Kriegsmarine Admiral Maximilian Njegovan musste nach diesen Ereignissen um seine Versetzung in den Ruhestand bitten. Er wurde durch Miklós Horthy ersetzt. Konteradmiral Hansa wurde ebenfalls abgelöst, die St. Georg außer Dienst gestellt und zum Wohnschiff umfunktioniert. Hatte sich das Heer bei den Ereignissen noch als entscheidender Opponent gezeigt, so mehrten sich 1918 auch die Vorfälle in diesem Truppenteil.

## Rezeption
Die Ereignisse fanden nur geringe öffentliche Beachtung. Erst neun Jahre später veröffentlichte der Journalist und promovierte Philosoph Bruno Frei eine umfassende Untersuchung über die Ereignisse in der Zeitung Der Abend Dabei standen ihm auch Kopien der Protokolle des Standgerichts zur Verfügung. Diese gelten inzwischen als verschollen. Obwohl Freis Arbeit eher propagandistisch im Sinne seiner sozialistischen und später kommunistischen Weltsicht angelegt war, ist sie damit auch geschichtswissenschaftlich von Interesse. Außerdem meldeten sich nun einige Zeitzeugen zu Wort.

### Monografien
Im Jahr 1958 legte der Tscheche Jindřich Veselý ein schmales Buch über die Ereignisse in Cattaro vor: „Povstání v Boce Kotorské (Tschechisch: Aufstand in der Bucht von Kotor).“ vor. Er veröffentlichte auch eine Reihe von Fotos im Anhang. Nach Ansicht Fitls überbetonte er den Beitrag der tschechischen Matrosen. Als deutschsprachiges Standardwerk gilt bis heute Plaschkas Dissertation von 1963 „Cattaro–Prag“. Die daneben umfangreichste und bedeutendste Studie wurde von dem Kroaten Bernard Stulli verfasst: „Ustanka mornara u Boki Kotorskoj (Kroatisch: Matrosenaufstand in der Bucht von Cattaro)“. Beide arbeiteten die inzwischen zugänglichen Akten im österreichischen Staatsarchiv durch.
In Italien erschien 1935 eine Arbeit zu den Ereignissen (La rivolta di cattaro). Der Autor Capitano Neri, Pseudonym von Mario Ceola, vereinnahmte die Akteure als Vorkämpfer der italienisch-nationalistischen Ideologie des Irredentismus. Dies wurde von dem britischen Historiker Lawrence Sondhaus als „preposterous“ (absurd, lächerlich) bezeichnet: „Neri’s work, still the most extensive treatment of the mutiny in Italian, makes the preposterous claim that the mutineers rose up in sympathy with Italian irredentist claims to Istria and the Dalmatian coastline (In Neris Werk, das immer noch die umfangreichste Abhandlung über die Meuterei in italienischer Sprache ist, wird die absurde Behauptung aufgestellt, die Meuterer hätten sich aus Sympathie für die italienischen irredentistischen Ansprüche auf Istrien und die dalmatinische Küste erhoben).

### Beurteilungen
Nach dem Ersten Weltkrieg wurde der Aufstand in Österreich und Ungarn überwiegend als subversiv und schädlich eingeschätzt, während in den anderen Nachfolgestaaten auch eine eher positive Wahrnehmung feststellbar war. Nach dem Zweiten Weltkrieg beurteilten die jugoslawischen und tschechoslowakischen kommunistischen Staaten, wie auch die marxistische osteuropäische Geschichtsschreibung, die Ereignisse als sowohl slawisch und bolschewistisch.
Plaschka kam zu dem Ergebnis, dass die Aktionen in Cattaro als revolutionäre Demonstration angelegt gewesen waren. Die roten Fahnen machten aus der Demonstration eine Rebellion. Die Ereignisse offenbarten einen deutlichen Riss im Gefüge der bewaffneten Macht. Bestimmendes Element war weniger die ungelöste Nationalitätenfrage, sondern in erster Linie die soziale und politische Frage.
Der Marinehistoriker Halpern sieht in dem Ereignis nicht den Anfang vom Ende der Monarchie, aber ihren letzten Sieg über die sozialen Kräfte, die sie schließlich beseitigten.
Kuhl verglich anhand ausgewählter historischer Quellen den Aufstand von Cattaro mit dem Kieler Matrosen- und Arbeiteraufstand. Er fand deutliche Parallelen zwischen den Ereignissen. Die Aktion in Cattaro hatte aber begonnen als die große Streikwelle im Land gerade beendet worden war. Damit kam die Aktion zu spät und blieb im Gegensatz zu den Kieler Ereignissen isoliert. In Kiel gerieten die Matrosen und Heizer an eine Arbeiterschaft, die sie sofort unterstützte.

### Romane, Erzählungen, Dramen
- Der deutsche Schriftsteller Friedrich Wolf (1888–1953) schrieb 1930, basierend auf der Arbeit Bruno Freis, das Drama Die Matrosen von Cattaro.
- Die Journalistin und Historikerin Eva Priester beschäftigt sich in der Erzählung Begegnung im Morgengrauen mit dem Aufstand. Die Erzählung ist enthalten in dem Band: Vom Baume der Freiheit. Sechs historische Erzählungen. Globus-Verlag, Wien 1955.
- Der Arbeiterschriftsteller Franz Xaver Fleischhacker, der den Aufstand an Bord eines Torpedoboots miterlebte, schrieb den Roman: Cattaro. Roman aus den letzten Tagen der k.u.k. Kriegsmarine. Globus-Verlag, Wien 1957.[A 10]

Loidl schrieb über die verschiedenen literarischen Bearbeitungen: die Autoren seien sich darin einig, dass die Hauptursache für die Niederlage darin lag, dass der Aufstand isoliert blieb. Andernfalls hätte Cattaro zu einem auslösenden Moment für eine breite revolutionäre Bewegung werden können.

### Gedenken
Vor dem Friedhof Skaljari, etwa 15 Gehminuten von Kotor (Cattaro) entfernt, befindet sich eine Gedenkstätte. An diesem Ort, unterhalb der Friedhofsmauer, wurden die vier Matrosen standrechtlich erschossen.
Sowohl am Gerichtsgebäude als auch am Gefängnis in Kotor befinden sich Plaketten, die auf die Ereignisse und die erschossenen Matrosen hinweisen.

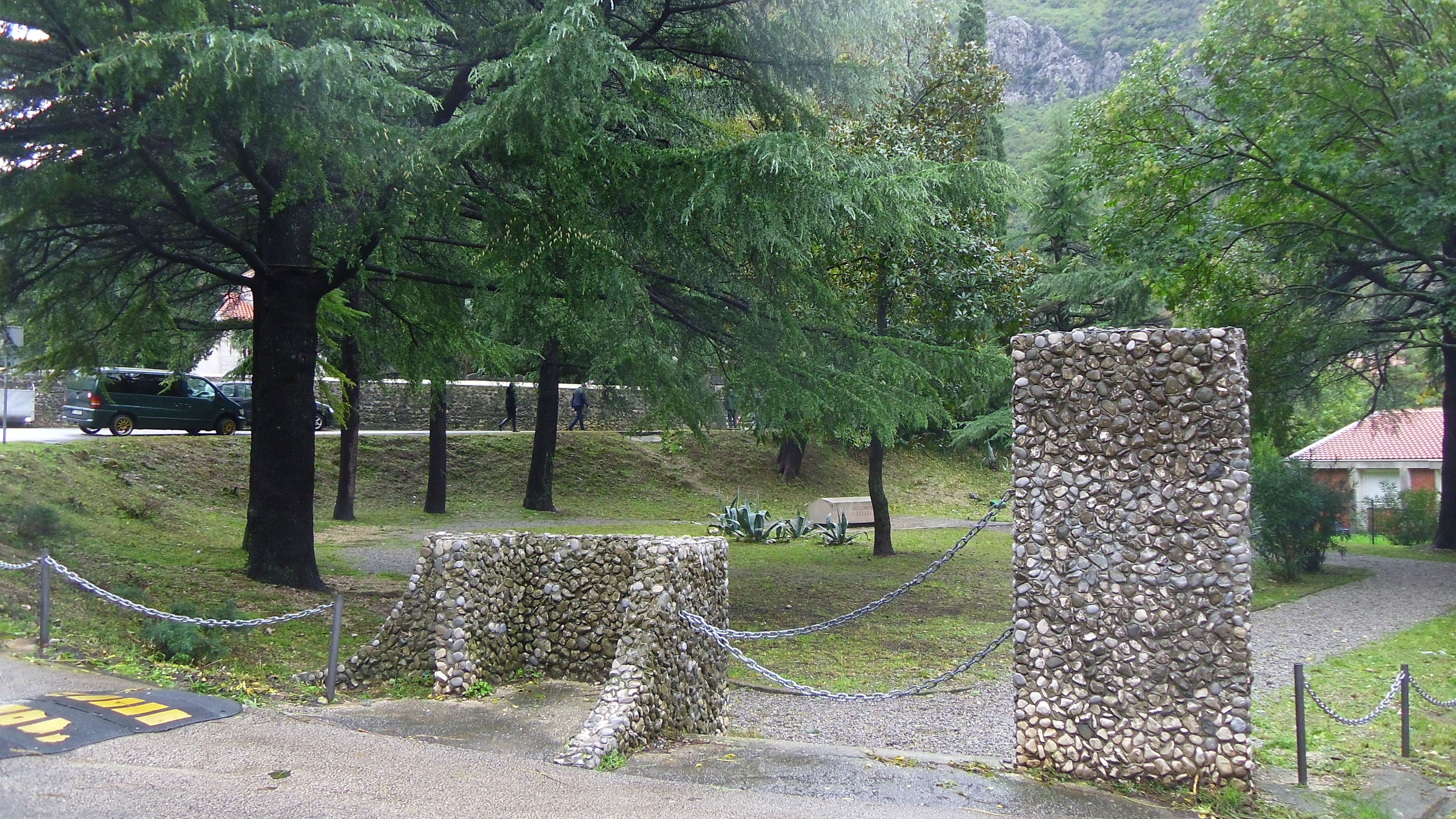
Gedenkstätte vor dem Friedhof Skaljari, etwa 15 Gehminuten von Kotor (Cattaro) entfernt. Unterhalb der Friedhofsmauer wurden die vier Matrosen standrechtlich erschossen.
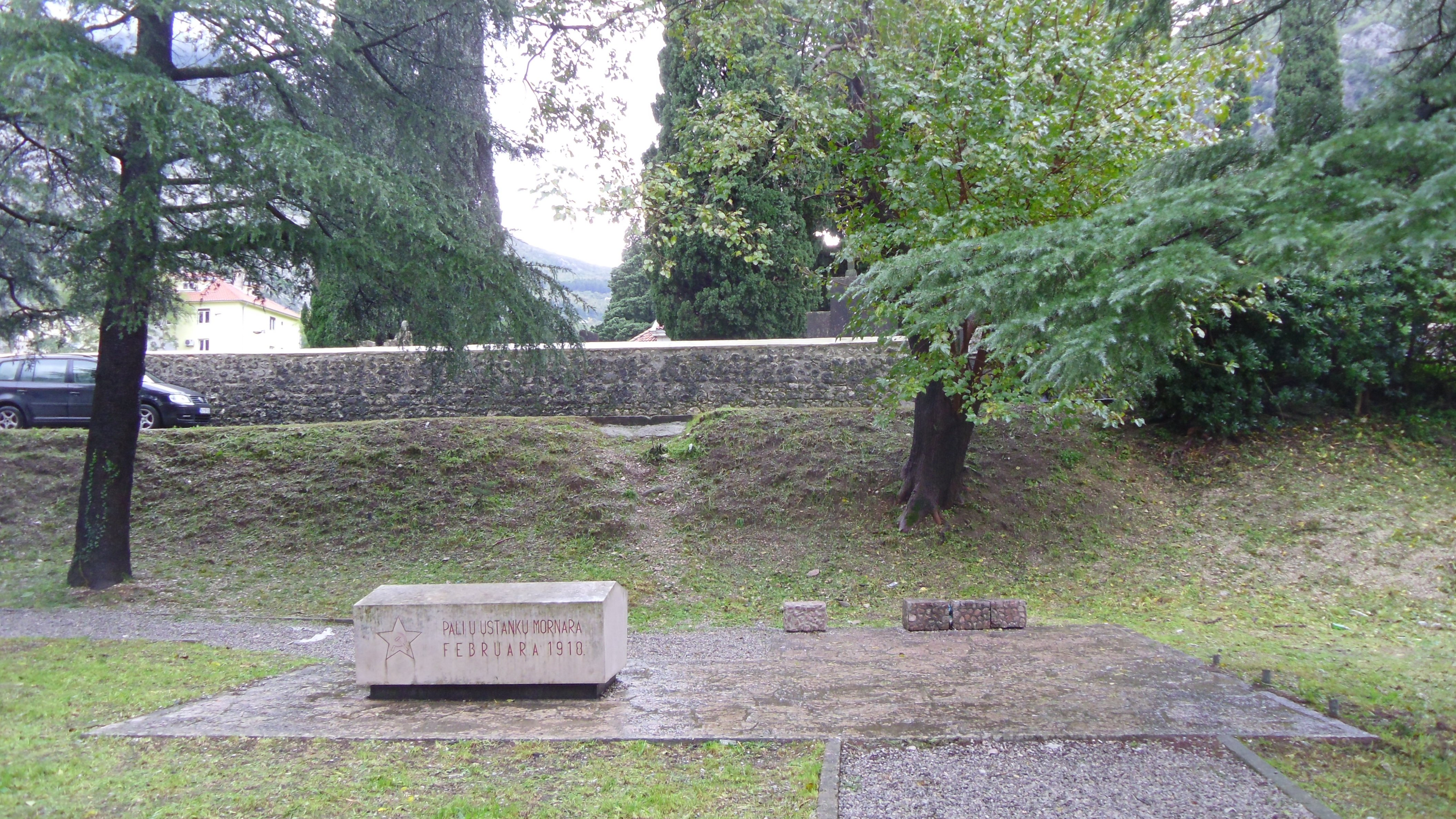
Gedenkstein auf der Gedenkstätte, Vorderseite mit der Inschrift: Pali u ustanku mornara Februara 1918 (Kroatisch: Sie fielen im Matrosenaufstand im Februar 1918).
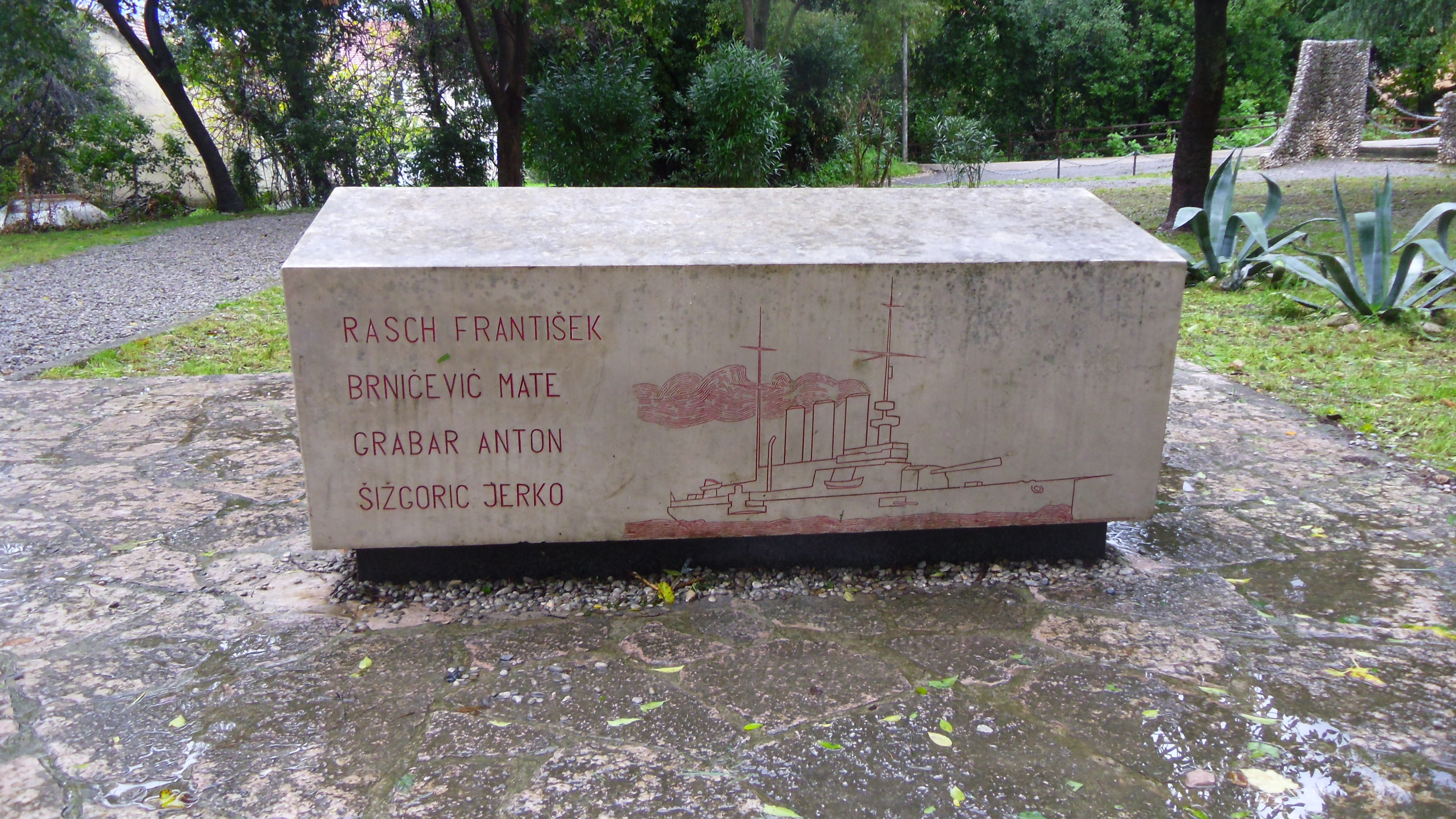
Gedenkstein-Rückseite mit den Namen der Hingerichteten und einem Relief der „SMS St. Georg“.
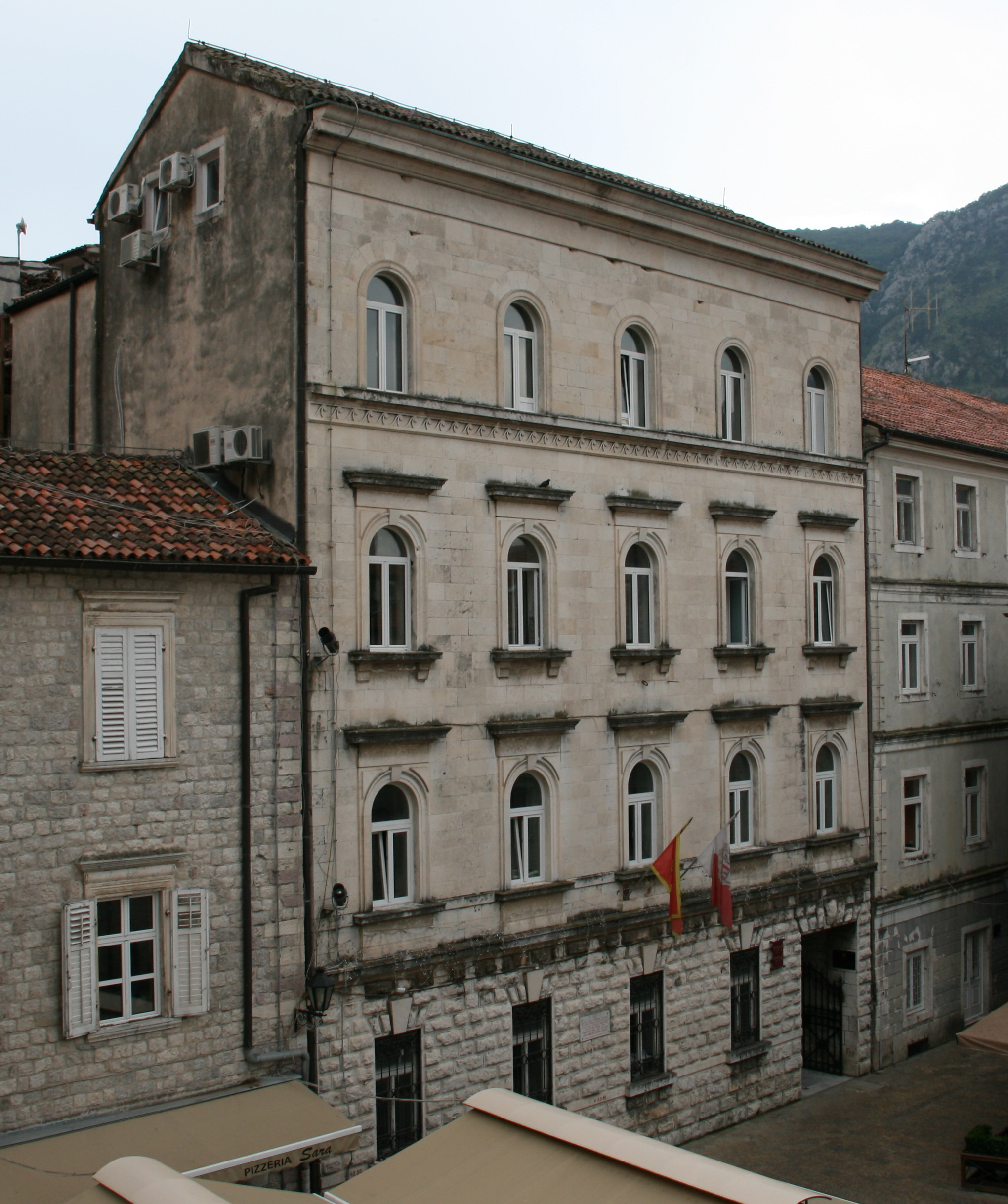
In diesem Gebäude in Kotor fand das Standgerichtsverfahren statt.
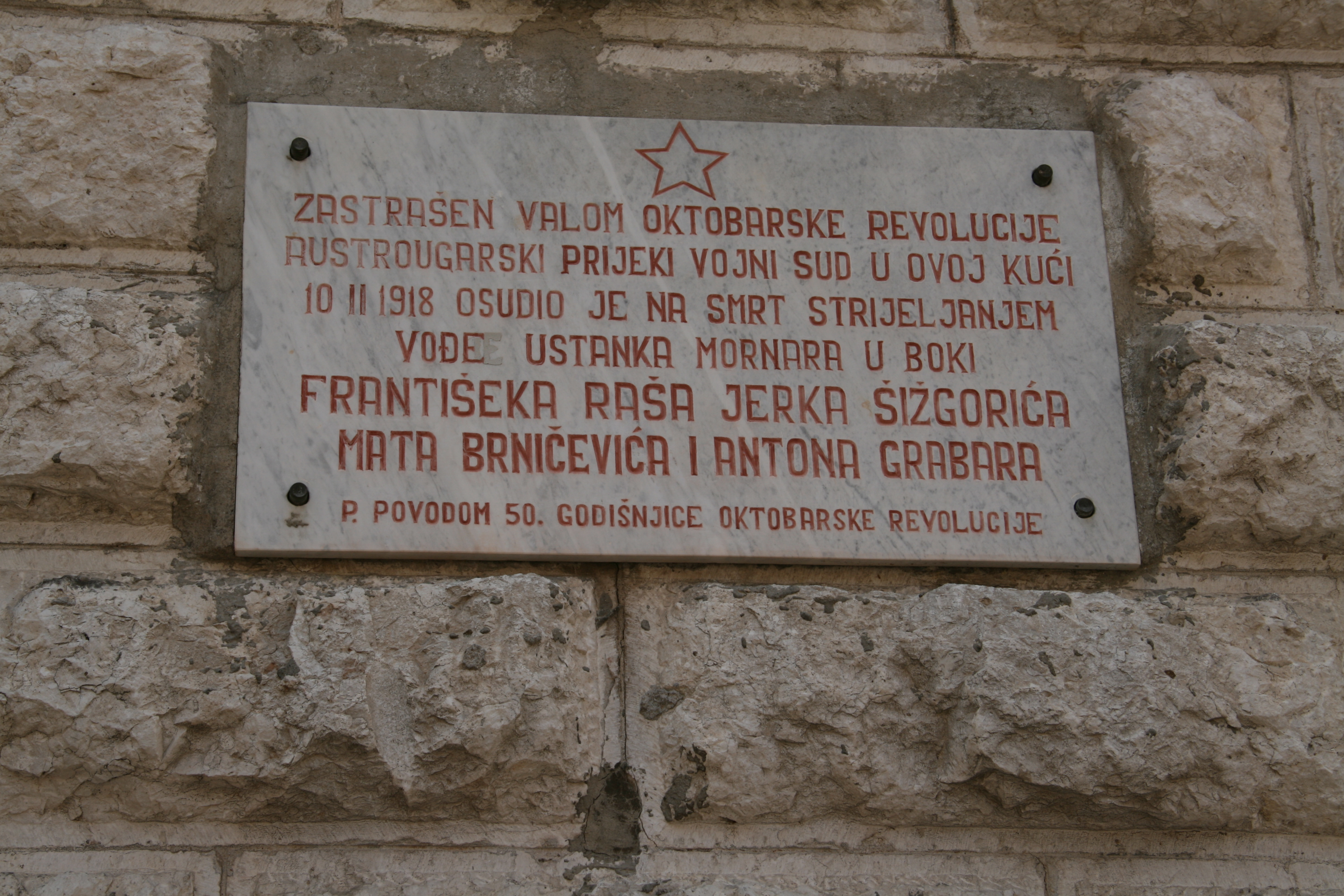
Diese Plakette wurde anlässlich des 50. Jahrestages der Oktoberrevolution am Gebäude angebracht: „Von der Welle der Oktoberrevolution eingeschüchtert, verurteilte ein österreichisch-ungarisches Standgericht in diesem Haus am 10.II.1918 die Anführer des Matrosenaufstands in der Bucht zum Tode.“
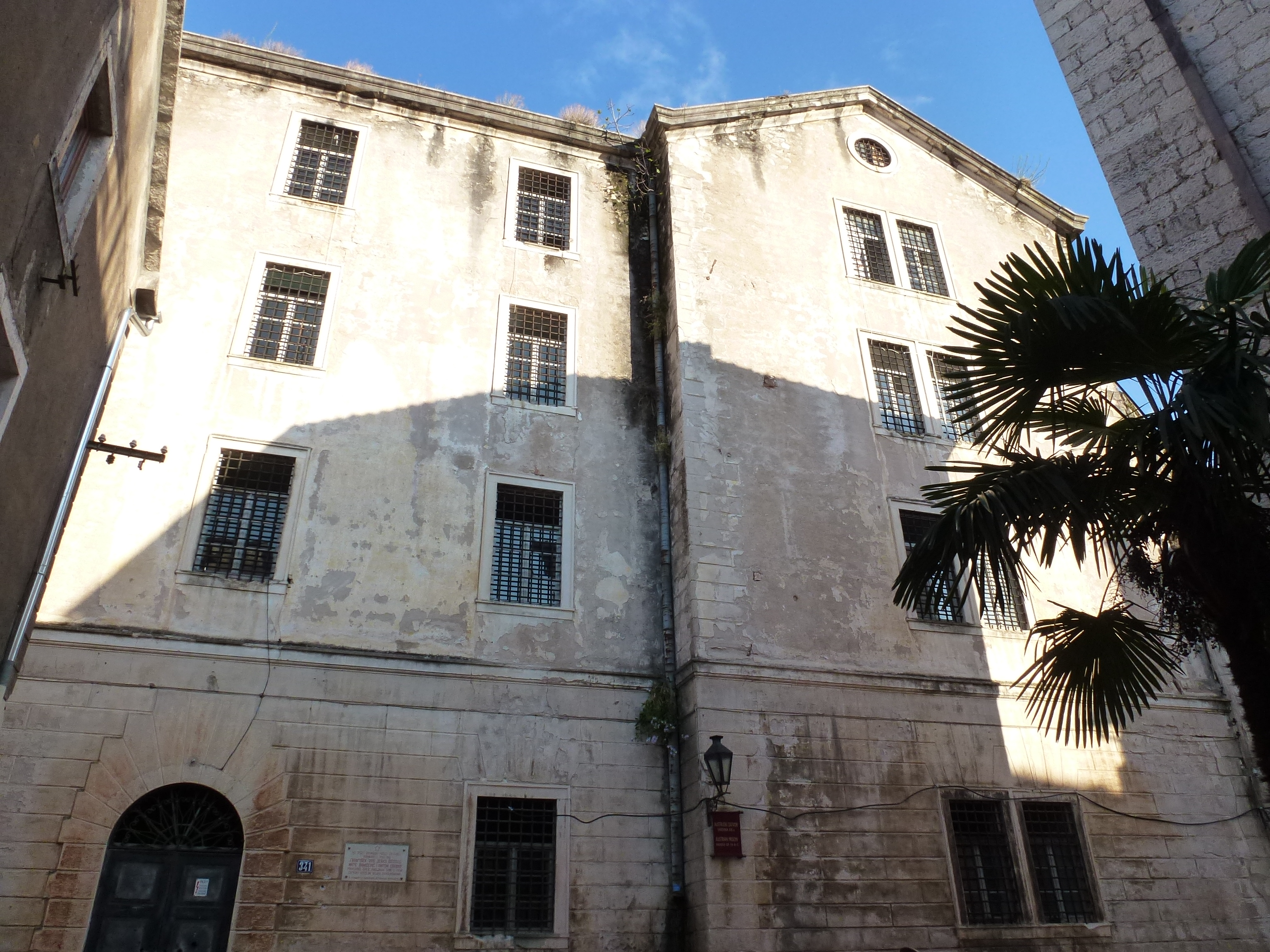
Gefängnis in Kotor, in dem die Verurteilten untergebracht waren.
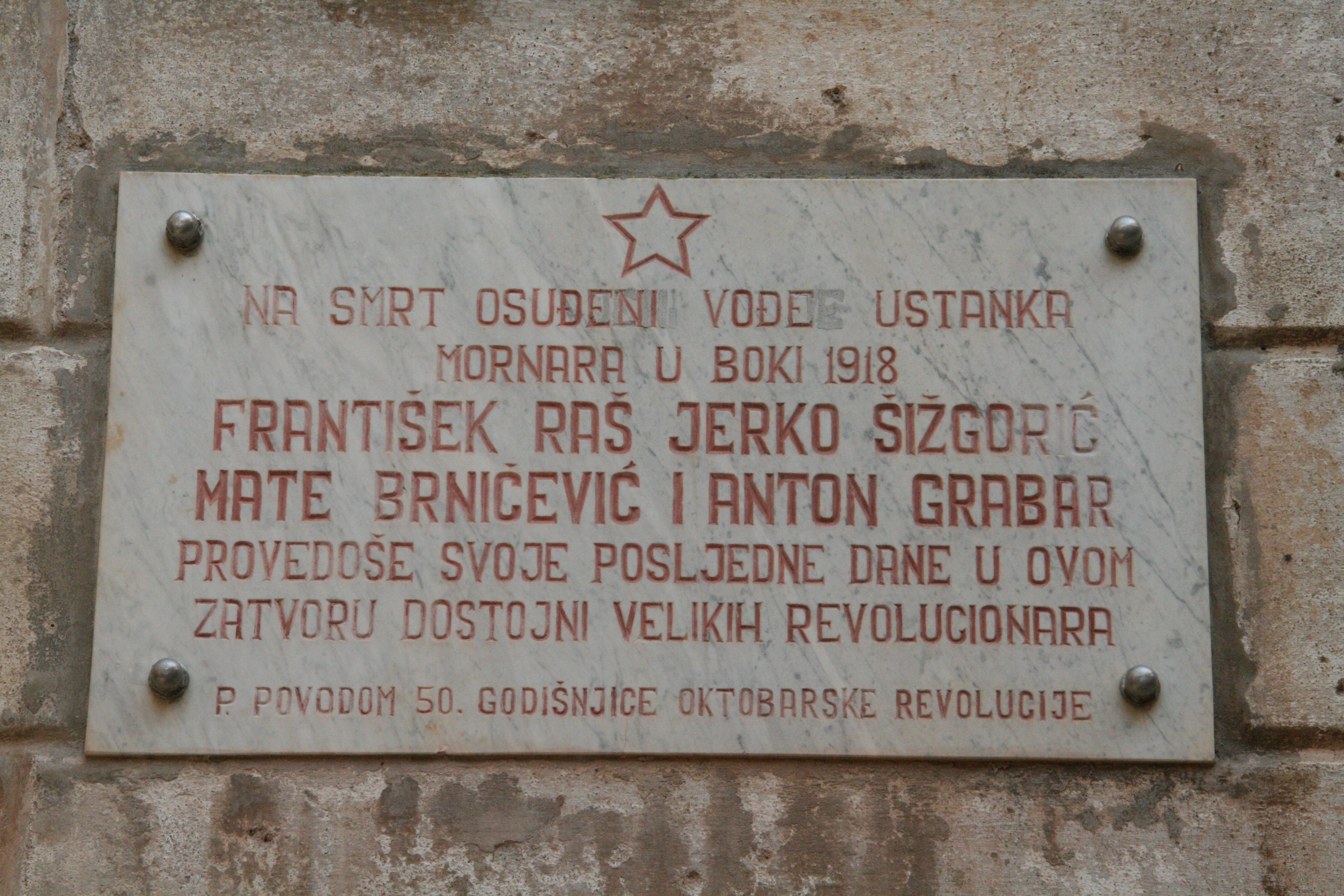
Diese Plakette wurde anlässlich des 50. Jahrestages der Oktoberrevolution am Gebäude angebracht: „Die zum Tode verurteilten Anführer des Matrosenaufstands von 1918 … verbrachten ihre letzten Tage in diesem Gefängnis, das der großen Revolutionäre würdig war.“